# Handball aux Jeux africains de 1973
Navigation
Brazzaville 1965 Alger 1978
La compétition de handball aux Jeux africains de 1973 a lieu du 10 au 14 janvier 1973 à Lagos au Nigeria.
Seul un tournoi masculin réunissant 8 équipes a eu lieu et a été remporté par l'Algérie, vainqueur en finale de l'Égypte.
À noter que ces Jeux africains ont également été marqués par la création de la Confédération africaine de handball le 15 janvier 1973.

## Équipes qualifiées
- Nigeria (Pays hôte)
- Algérie (Zone I)[1]
- Sénégal (Zone II)
- Côte d'Ivoire (Zone II)
- Togo (Zone IV)
- Cameroun (Zone V)
- Égypte (Zone VI)
- Madagascar (Zone VII)

## Résultats

### Premier tour
- Qualifiée pour la phase finale
- Éliminé

#### Poule A
|   | Équipe   | Pts | J | G | N | P | Bp | Bc | Diff |
| - | -------- | --- | - | - | - | - | -- | -- | ---- |
| 1 | Égypte   | 4   | 3 | 2 | 0 | 1 | 50 | 46 | 4    |
| 2 | Algérie  | 4   | 3 | 2 | 0 | 1 | 45 | 41 | 4    |
| 3 | Cameroun | 2   | 3 | 1 | 0 | 2 | 50 | 45 | 5    |
| 4 | Togo     | 2   | 3 | 1 | 0 | 2 | 41 | 54 | -13  |

| Date            | Équipe 1 | Score   | Équipe 2 |
| --------------- | -------- | ------- | -------- |
| 10 janvier 1973 | Cameroun | 23 – 13 | Égypte   |
| 10 janvier 1973 | Algérie  | 17 – 14 | Togo     |
| 11 janvier 1973 | Égypte   | 22 – 11 | Togo     |
| 11 janvier 1973 | Algérie  | 16 – 12 | Cameroun |
| 12 janvier 1973 | Togo     | 16 – 15 | Cameroun |
| 12 janvier 1973 | Égypte   | 15 – 12 | Algérie  |

#### Poule B
|   | Équipe        | Pts | J | G | N | P | Bp | Bc | Diff |
| - | ------------- | --- | - | - | - | - | -- | -- | ---- |
| 1 | Sénégal       | 6   | 3 | 3 | 0 | 0 | 62 | 39 | 23   |
| 2 | Côte d'Ivoire | 4   | 3 | 2 | 0 | 1 | 66 | 45 | 21   |
| 3 | Madagascar    | 2   | 3 | 1 | 0 | 2 | 48 | 64 | -16  |
| 4 | Nigeria       | 0   | 3 | 0 | 0 | 3 | 38 | 67 | -29  |

| Date            | Équipe 1      | Score   | Équipe 2      |
| --------------- | ------------- | ------- | ------------- |
| 10 janvier 1973 | Sénégal       | 18 – 13 | Côte d'Ivoire |
| 10 janvier 1973 | Madagascar    | 17 – 16 | Nigeria       |
| 11 janvier 1973 | Sénégal       | 21 – 15 | Madagascar    |
| 11 janvier 1973 | Côte d'Ivoire | 27 – 11 | Nigeria       |
| 12 janvier 1973 | Sénégal       | 23 – 11 | Nigeria       |
| 12 janvier 1973 | Côte d'Ivoire | 26 – 16 | Madagascar    |

### Phase finale
|  | Demi-finales    | Demi-finales    |                        |    | Finale          | Finale          |
|  | Demi-finales    | Demi-finales    |                        |    | Finale          | Finale          |
|  |                 |                 |                        |    |                 |                 |
|  | 13 janvier 1973 | 13 janvier 1973 |                        |    | 14 janvier 1973 | 14 janvier 1973 |
|  | 13 janvier 1973 | 13 janvier 1973 |                        |    | 14 janvier 1973 | 14 janvier 1973 |
|  | Égypte          | 15              |                        |    | 14 janvier 1973 | 14 janvier 1973 |
|  | Égypte          | 15              |                        |    | 14 janvier 1973 | 14 janvier 1973 |
|  | Côte d'Ivoire   | 13              |                        |    | 14 janvier 1973 | 14 janvier 1973 |
|  | Côte d'Ivoire   | 13              | Égypte                 | 12 |                 |                 |
|  | 13 janvier 1973 |                 | Égypte                 | 12 |                 |                 |
|  |                 | Algérie         | 14                     |    |                 |                 |
|  | Sénégal         | Algérie         | 14                     | 14 |                 |                 |
|  | Sénégal         |                 |                        | 14 |                 |                 |
|  | Algérie         | 17              |                        |    |                 |                 |
|  | Algérie         | 17              | Match pour la 3e place |    |                 |                 |
|  |                 |                 |                        |    |                 |                 |
|  | 14 janvier 1973 |                 |                        |    |                 |                 |
|  |                 |                 |                        |    |                 |                 |
|  | Côte d'Ivoire   | 7               |                        |    |                 |                 |
|  | Côte d'Ivoire   | 7               |                        |    |                 |                 |
|  | Sénégal         | 17              |                        |    |                 |                 |
|  | Sénégal         | 17              |                        |    |                 |                 |

## Classement final
| Rang                        | Pays          | J | G | N | P | Bp  | Bc  | Diff |
| --------------------------- | ------------- | - | - | - | - | --- | --- | ---- |
| Médaille d'or, Afrique      | Algérie       | 8 | 4 | 0 | 1 | 76  | 67  | 9    |
| Médaille d'argent, Afrique  | Égypte        | 6 | 4 | 0 | 2 | 173 | 113 | 60   |
| Médaille de bronze, Afrique | Sénégal       | 8 | 4 | 0 | 1 | 93  | 63  | 30   |
| 4                           | Côte d'Ivoire | 4 | 2 | 0 | 3 | 86  | 77  | 9    |
| 5                           | Cameroun      | 2 | 1 | 0 | 2 | 50  | 45  | 5    |
| 6                           | Madagascar    | 2 | 1 | 0 | 2 | 48  | 63  | -15  |
| 7                           | Togo          | 2 | 1 | 0 | 2 | 41  | 54  | -13  |
| 8                           | Nigeria       | 0 | 0 | 0 | 3 | 38  | 67  | -29  |

## L'équipe d'Algérie médaillée d'or
La sélection algérienne messieurs  médaillée d'or est composée des joueurs suivants : Fayçal Hachemi (GB), Zoheir Negli (GB), Boukhoubza, Galeze, Driss Lamdjadani, Lounès Amara, Larbaoui, Bouzerar[Lequel ?], Bouras et Moumène. Les sélectionneurs sont Mircea Costache II et Djoudi.